# Superliga de Serbia 2020-21
La temporada 2020-21 es la 15ª edición de la Superliga de Serbia, la máxima categoría del fútbol serbio. La competición se inició el 31 de julio de 2020 y finalizó el 19 de mayo de 2021.
Estrella Roja
 es el campeón y defensor tras ganar el 31.° título de liga y séptimo de Superliga la temporada pasada.

## Formato
Los 20 equipos participantes jugaran entre sí todos contra todos dos veces totalizando 38 partidos cada uno. Al término de la fecha 38 el primer clasificado se corona campeón y obtiene un cupo para la Primera ronda de la Liga de Campeones 2021-22, mientras que el segundo y tercer clasificado obtienen un cupo para la Segunda ronda de la Liga de Conferencia Europa 2021-22; por otro lado los seis últimos clasificados descenderán a la Prva Liga Srbija 2021-22.
Un tercer cupo para la Segunda ronda de la Liga de Conferencia Europa 2021-22 será asignado al campeón de la Copa de Serbia.

## Ascensos y descensos
Tras no haber descensos la temporada pasada, la liga pasa considerablemente de 16 equipos a 20 equipos para esta temporada.
| Pos.    | Descendidos de la Superliga de Serbia 2019-20 |
| ------- | --------------------------------------------- |
| No hubo |                                               |

| Pos. | Ascendidos de la Primera Liga Serbia 2019-20 |
| ---- | -------------------------------------------- |
| 1.º  | Zlatibor                                     |
| 3.º  | Metalac                                      |
| 4.º  | Bačka Bačka Palanka                          |
| 10.º | Novi Pazar                                   |

## Equipos participantes
| Equipo            | Ciudad           | Estadio                     | Capacidad |
| ----------------- | ---------------- | --------------------------- | --------- |
| Bačka             | Bačka Palanka    | Estadio Slavko Maletin Vava | 4.000     |
| Čukarički         | Belgrado         | Stadion Čukarički           | 4.070     |
| Estrella Roja     | Belgrado         | Estadio Estrella Roja       | 55.538    |
| Inđija            | Inđija           | Stadion FK Inđija           | 4.500     |
| Javor Ivanjica    | Ivanjica         | Stadion Ivanjica            | 3.000     |
| Mačva Šabac       | Šabac            | Gradski stadion Šabac       | 5.494     |
| Metalac           | Gornji Milanovac | Estadio Metalac             | 4.400     |
| Mladost Lučani    | Lučani           | Stadion Mladost Lučani      | 5.944     |
| Napredak Kruševac | Kruševac         | Stadion Mladost Kruševac    | 10.311    |
| Novi Pazar        | Novi Pazar       | Estadio Novi Pazar          | 13.000    |
| Partizan          | Belgrado         | Estadio Partizan            | 32.710    |
| Proleter Novi Sad | Novi Sad         | Estadio Karađorđe           | 14.458    |
| Rad               | Belgrado         | Stadion Kralj Petar I       | 3.919     |
| Radnički Niš      | Niš              | Stadion Čair                | 18.151    |
| Radnik Surdulica  | Surdulica        | Surdulica City Stadium      | 3.312     |
| Spartak Subotica  | Subotica         | Gradski stadion Subotica    | 13.000    |
| TSC               | Bačka Topola     | Bačka Topola City Stadium   | 5.000     |
| Vojvodina         | Novi Sad         | Estadio Karađorđe           | 14.458    |
| Voždovac          | Belgrado         | Stadion Voždovac            | 5.175     |
| Zlatibor          | Čajetina         | Užice City Stadium          | 15.000    |

## Tabla de posiciones
| Pos. | Equipo             | Pts. | PJ | G  | E  | P  | GF  | GC | Dif. | Clasificación y descenso 2021–22            |
| ---- | ------------------ | ---- | -- | -- | -- | -- | --- | -- | ---- | ------------------------------------------- |
| 1    | Estrella Roja (C)  | 108  | 38 | 35 | 3  | 0  | 114 | 20 | +94  | Primera ronda de la Liga de Campeones       |
| 2    | Partizan           | 95   | 38 | 31 | 2  | 5  | 95  | 20 | +75  | Segunda ronda de la Liga Europa Conferencia |
| 3    | Čukarički          | 74   | 38 | 22 | 8  | 8  | 69  | 34 | +35  | Segunda ronda de la Liga Europa Conferencia |
| 4    | Vojvodina          | 71   | 38 | 21 | 8  | 9  | 62  | 41 | +21  | Segunda ronda de la Liga Europa Conferencia |
| 5    | TSC                | 58   | 38 | 17 | 7  | 14 | 68  | 50 | +18  |                                             |
| 6    | Radnik Surdulica   | 55   | 38 | 16 | 7  | 15 | 55  | 49 | +6   |                                             |
| 7    | Mladost Lučani     | 54   | 38 | 15 | 9  | 14 | 43  | 58 | −15  |                                             |
| 8    | Proleter Novi Sad  | 53   | 38 | 15 | 8  | 15 | 40  | 46 | −6   |                                             |
| 9    | Spartak Subotica   | 52   | 38 | 15 | 7  | 16 | 54  | 53 | +1   |                                             |
| 10   | Metalac            | 52   | 38 | 13 | 13 | 12 | 48  | 53 | −5   |                                             |
| 11   | Napredak Kruševac  | 50   | 38 | 14 | 8  | 16 | 44  | 51 | −7   |                                             |
| 12   | Radnički Niš       | 49   | 38 | 13 | 10 | 15 | 37  | 39 | −2   |                                             |
| 13   | Novi Pazar         | 49   | 38 | 14 | 7  | 17 | 50  | 60 | −10  |                                             |
| 14   | Voždovac           | 48   | 38 | 13 | 9  | 16 | 49  | 59 | −10  |                                             |
| 15   | Rad (D)            | 48   | 38 | 14 | 6  | 18 | 44  | 57 | −13  | Descenso a Prva Liga Srbija 2021-22         |
| 16   | Javor Ivanjica (D) | 46   | 38 | 12 | 10 | 16 | 45  | 53 | −8   | Descenso a Prva Liga Srbija 2021-22         |
| 17   | Inđija (D)         | 35   | 38 | 10 | 5  | 23 | 29  | 66 | −37  | Descenso a Prva Liga Srbija 2021-22         |
| 18   | Zlatibor (D)       | 29   | 38 | 7  | 8  | 23 | 28  | 64 | −36  | Descenso a Prva Liga Srbija 2021-22         |
| 19   | Mačva Šabac (D)    | 25   | 38 | 7  | 4  | 27 | 26  | 81 | −55  | Descenso a Prva Liga Srbija 2021-22         |
| 20   | Bačka (D)          | 16   | 38 | 3  | 7  | 28 | 24  | 68 | −44  | Descenso a Prva Liga Srbija 2021-22         |

Actualizado a los partidos jugados el 19 de mayo de 2021.
 Fuente: Superliga, Soccerway

## Resultados
| Local \ Visitante | BAC | CUK | EST | IND | JAV | MAC | MET | MLA | NAP | NOV | PAR | PRO | RAD | RNI | RSU | SPA | TSC | VOJ | VOZ | ZLA |
| ----------------- | --- | --- | --- | --- | --- | --- | --- | --- | --- | --- | --- | --- | --- | --- | --- | --- | --- | --- | --- | --- |
| Bačka             | —   | 1–2 | 0–5 | 1–3 | 2–2 | 2–0 | 3–1 | 1–1 | 0–0 | 0–1 | 0–4 | 0–2 | 0–1 | 1–2 | 0–2 | 1–3 | 1–1 | 1–2 | 2–1 | 0–1 |
| Čukarički         | 1–0 | —   | 1–3 | 3–0 | 3–0 | 4–0 | 2–0 | 4–2 | 3–0 | 4–0 | 0–2 | 1–2 | 3–0 | 0–0 | 2–1 | 5–1 | 0–0 | 3–3 | 3–2 | 2–0 |
| Estrella Roja     | 2–0 | 2–0 | —   | 3–2 | 0–0 | 4–0 | 5–1 | 4–1 | 3–0 | 3–0 | 1–0 | 4–0 | 3–0 | 3–0 | 2–1 | 3–2 | 5–0 | 1–0 | 6–0 | 6–1 |
| Inđija            | 1–0 | 0–1 | 1–5 | —   | 3–2 | 2–2 | 0–1 | 1–0 | 1–0 | 1–0 | 0–6 | 0–5 | 1–0 | 1–0 | 0–1 | 3–4 | 0–3 | 0–2 | 0–1 | 1–0 |
| Javor Ivanjica    | 1–1 | 1–2 | 1–5 | 1–1 | —   | 2–0 | 1–3 | 4–1 | 3–0 | 1–0 | 0–1 | 1–1 | 1–1 | 1–0 | 2–1 | 1–3 | 1–2 | 2–1 | 3–1 | 1–1 |
| Mačva Šabac       | 1–0 | 1–2 | 0–3 | 3–0 | 1–0 | —   | 2–1 | 0–2 | 1–2 | 1–1 | 1–2 | 3–1 | 0–5 | 0–2 | 0–5 | 0–4 | 1–4 | 2–5 | 0–2 | 1–0 |
| Metalac           | 3–0 | 0–0 | 0–1 | 0–0 | 1–2 | 2–1 | —   | 1–1 | 2–2 | 1–1 | 1–1 | 1–1 | 3–0 | 1–1 | 1–1 | 3–0 | 0–0 | 3–3 | 2–1 | 2–0 |
| Mladost Lučani    | 2–1 | 1–1 | 0–4 | 2–0 | 2–1 | 2–1 | 1–1 | —   | 0–0 | 3–2 | 1–0 | 0–0 | 1–0 | 4–1 | 2–2 | 1–0 | 2–1 | 1–1 | 1–0 | 0–2 |
| Napredak Kruševac | 2–1 | 1–0 | 1–4 | 1–0 | 1–1 | 2–0 | 1–2 | 2–0 | —   | 0–0 | 1–3 | 5–0 | 0–2 | 0–0 | 2–1 | 1–1 | 2–1 | 0–1 | 3–1 | 1–1 |
| Novi Pazar        | 0–0 | 1–3 | 1–3 | 1–0 | 2–3 | 4–0 | 1–0 | 4–1 | 2–1 | —   | 3–2 | 5–0 | 2–1 | 3–1 | 0–0 | 2–1 | 2–1 | 3–1 | 0–2 | 1–2 |
| Partizan          | 2–1 | 1–0 | 1–1 | 5–0 | 4–0 | 2–0 | 3–0 | 4–0 | 3–0 | 4–1 | —   | 1–0 | 3–0 | 2–0 | 3–0 | 2–1 | 3–1 | 2–0 | 3–0 | 5–1 |
| Proleter Novi Sad | 1–1 | 0–1 | 0–1 | 1–0 | 2–1 |     | 1–2 | 0–1 | 1–0 | 1–0 | 1–3 | —   | 2–0 | 2–1 | 3–0 | 2–0 | 1–0 | 2–0 | 1–1 | 2–2 |
| Rad               | 3–0 | 0–2 | 2–2 | 2–1 | 1–0 | 7–1 | 1–1 | 0–1 | 3–1 | 3–2 | 0–5 | 1–0 | —   | 0–1 | 2–0 | 0–1 | 1–3 | 2–0 | 1–3 | 0–2 |
| Radnički Niš      | 5–1 | 0–0 | 0–1 | 2–0 | 0–0 | 1–0 | 3–0 | 1–1 | 1–2 | 2–1 | 1–0 | 2–0 | 2–2 | —   | 0–1 | 0–1 | 2–0 | 0–1 | 0–1 | 2–1 |
| Radnik Surdulica  | 1–0 | 0–1 | 1–4 | 0–2 | 2–0 | 3–0 | 1–2 | 2–3 | 2–1 | 4–1 | 0–2 | 2–0 | 4–2 | 0–0 | —   | 2–0 | 0–3 | 2–2 | 1–1 | 2–1 |
| Spartak Subotica  | 1–0 | 4–2 | 1–2 | 1–0 | 0–2 | 3–2 | 4–1 | 1–0 | 0–2 | 1–1 | 1–2 | 1–2 | 1–1 | 2–0 | 0–0 | —   | 2–2 | 0–1 | 3–0 | 3–0 |
| TSC               | 3–0 | 0–0 | 1–3 | 2–1 | 2–1 | 3–0 | 2–3 | 5–0 | 1–3 | 7–0 | 0–4 | 2–0 | 0–0 | 1–3 | 1–3 | 3–0 | —   | 2–2 | 4–1 | 5–1 |
| Vojvodina         | 3–1 | 2–2 | 0–2 | 2–1 | 2–0 | 1–0 | 1–2 | 3–0 | 1–0 | 1–0 | 3–2 | 2–0 | 4–1 | 0–0 | 2–0 | 1–1 | 0–1 | —   | 2–0 | 2–1 |
| Voždovac          | 2–1 | 2–1 | 1–4 | 1–1 | 0–0 | 0–0 | 4–0 | 3–2 | 4–2 | 1–1 | 0–2 | 1–1 | 0–1 | 5–0 | 1–3 | 2–1 | 2–0 | 1–3 | —   | 1–1 |
| Zlatibor          | 1–0 | 1–5 | 0–1 | 2–2 | 0–2 | 0–1 | 1–0 | 1–0 | 1–2 | 0–1 | 0–1 | 0–2 | 1–2 | 0–0 | 1–4 | 1–1 | 0–1 | 0–2 | 0–0 | —   |